# Mons Blanc
Mons Blanc – najwyższy szczyt łańcucha Montes Alpes na Księżycu. Góra wzięła nazwę od Mont Blanc, najwyższego szczytu ziemskich Alp. Wznosi się na wysokość 3,6 km, jest więc dużo niższa od ziemskiego imiennika; jej współrzędne selenograficzne wynoszą ☾ 45,41°N 0,44°E/45,410000 0,440000, a średnica około 25 km.